# Михайлов (Шовгеновський район)
Михайлов (рос. Михайлов; адиг. Михайлов) — хутір Шовгеновського району Адигеї Росії. Входить до складу Заревського сільського поселення.
Населення — 88 осіб (2015 рік).